# Zonski presing
Zonski pritisak (pressing) je najagresivniji oblik zonske obrane. Sadrži u sebi suštinu zonske obrane, ali po cijelom igralištu ili na ¾ ili pak na ½ igrališta. Za provođenje zonskog pressinga igrači moraju biti odlično pripremljeni; tjelesno, tehnički, taktički i mentalno. Momčad se može pripremiti za zonski pressing samo onda ako su njeni igrači postigli visoki stupanj individualne obrane. Podrazumijeva naviku rada nogu, uzdužnih i poprečnih premještanja po igralištu.

## Taktika
Taktika zonskog presinga sastoji se u udvajanju igrača, odnosno napadača s loptom. Redoslijed zadataka je najčešće: usmjeravanje dodavanja, zatim usmjeravanje igrača koji vodi loptu i na kraju udvajanje i osvajanje lopte. Najpovoljnija mjesta za udvajanje su svi uglovi igrališta, a posebno uglovi između uzdužnih crta i središnje crte.

## Ciljevi
Primarni je cilj prisiliti igrače u napadu na pogrešku (presjecanje dodavanja ili koristeći pravilo 5 sekundi i 8 sekundi) i kao drugo oduzimanje lopte igračima u napadu. Primjena zonskog presinga nije laka i zbog toga se u utakmicama ne koristi često. On se primjenjuje uz potrebnu predostrožnost. Njegov se uspjeh zapravo zasniva na čimbeniku iznenađenja.
U učenju zonskog presinga treba biti strpljiv jer je igranje zonskog presinga prilično rizično i zato razne njegove kombinacije treba odlično uvježbati. Ovakvom obranom protivnik gubi samopouzdanje i primoran je mijenjati svoj stil igre. Ako obrana ne uspije u svojim akcijama i napadači pređu s loptom u reket, obrambeni igrači će preći na zonsku obranu ili čovjek na čovjeka.

## Unutarnje poveznice
- Zonska obrana
- Čovjek na čovjeka